# Ceanothia bicolor
Ceanothia bicolor är en insektsart som först beskrevs av Jensen 1957.  Ceanothia bicolor ingår i släktet Ceanothia och familjen rundbladloppor. Inga underarter finns listade i Catalogue of Life.